# La Grande Famiglia (gruppo musicale)
 La Grande Famiglia è stato un gruppo musicale italiano.

## Storia del gruppo
Il gruppo nasce dall'idea di due chitarristi romani che gravitano nell'ambiente dell'RCA Italiana, Primo Pace e Giorgio Baiardelli, e dal loro incontro con l'ex-componente de i Girasoli Alberto Lucarelli: l'obiettivo è quello di creare un gruppo aperto (da cui il nome scelto), che coinvolge vari musicisti e sessionmen che suonano per l'RCA, tra cui il bassista Olimpio Petrossi, Daniela Berretta (ex componente de Le Voci Blu), Luisa Meraglia e la moglie di Alberto Lucarelli, Susanna.
Debuttano nel 1972 con l'album Una città possibile, con sonorità vicine al rock progressivo, a cui collaborano Roberto Righini, Amedeo Minghi, Franco Migliacci, Marco Luberti e Niko Papathanassiou.
Entrano poi nel gruppo due ex componenti de Le Voci Blu, Luisella Chiavacci Mantovani e Gianna Giovannini, e La Grande Famiglia partecipa a Un disco per l'estate 1973 con Il frutto verde, scritta da Lucarelli in collaborazione con Marco Luberti e Paolo Dossena.
La Mantovani e la Giovannini entrano poi nella neonata Schola Cantorum, mentre Pace e Baiardelli lasciano l'RCA e passano alla Fonit Cetra, incidendo ancora un 45 giri nel 1976, per poi sciogliersi l'anno dopo.

## Discografia

### 33 giri
- 1972: Una città possibile (RCA Italiana, DPSL 10622)

### 45 giri
- 1973: Frutto verde/La musica del sole (RCA Italiana, PM 3694)
- 1976: Sogno e realtà/Domani quando il sole (Fonit Cetra, SPD 683)